# الکساندر کووالنکو
الکساندر کووالنکو (بلاروسی: Аляксандр Юр’евіч Каваленка؛ زادهٔ ۸ مهٔ ۱۹۶۳) ورزشکار دو و میدانی اهل اتحاد جماهیر شوروی سوسیالیستی است.